# دز

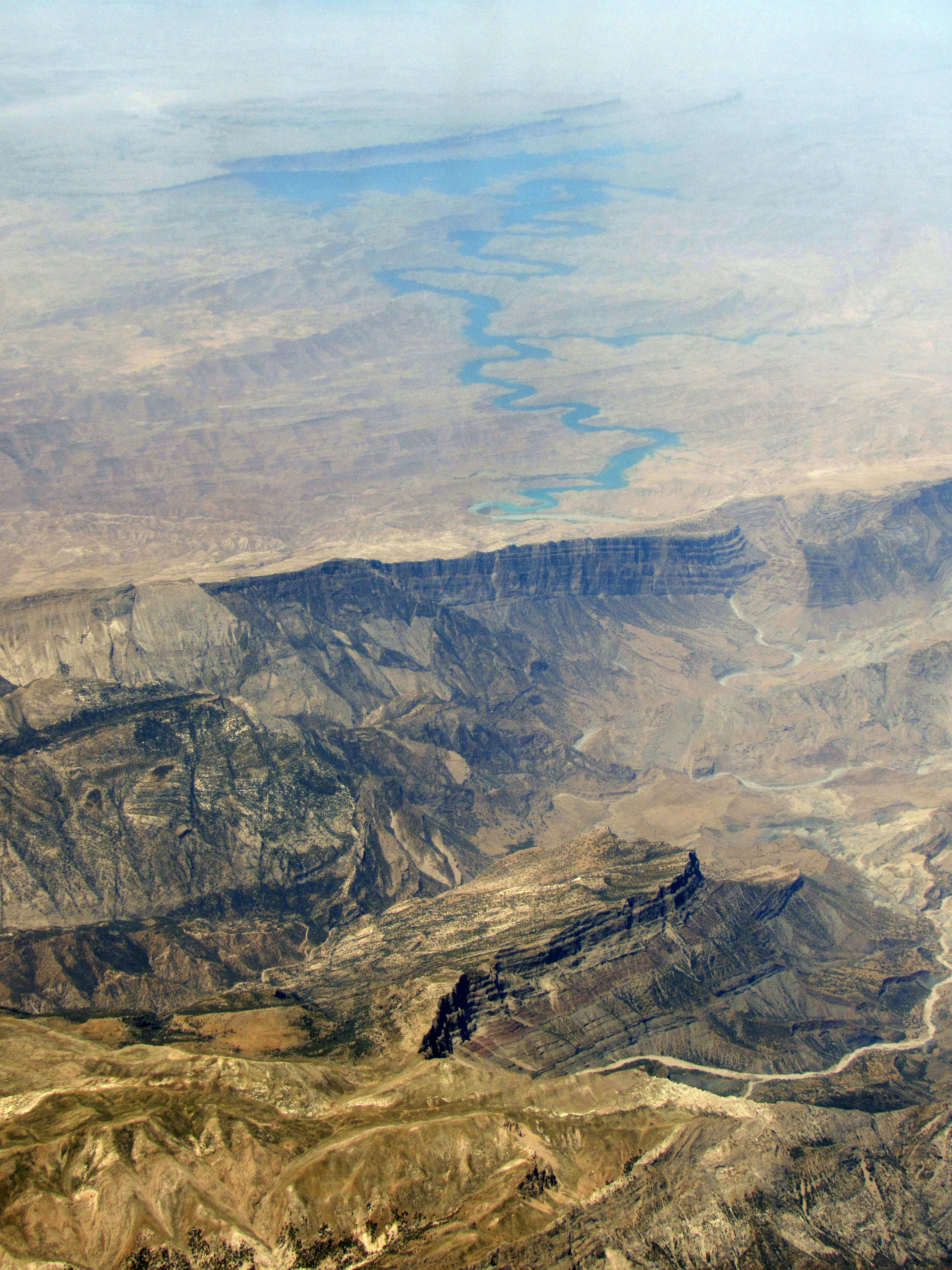
نمایی کامل از رودخانه ودریاچه دز در بخش الوار گرمسیری از توابع شهرستان اندیمشک

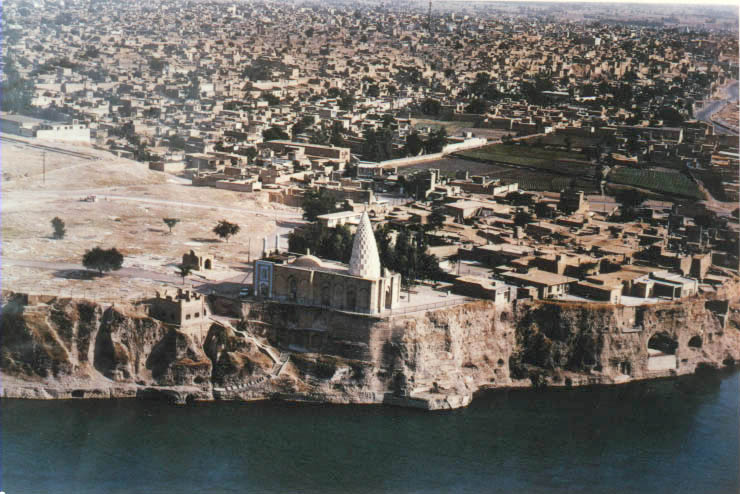
نمایی از شهرستان دزفول در کنار رود دز

دز رودخانه‌ای است که از به هم پیوستن رودخانه‌های سزار و بختیاری در استان لرستان تشکیل می‌شود و پس از ورود به استان خوزستان به رود کارون می‌ریزد. رودخانه‌های سزار و بختیاری خود از قالیکوه و اشترانکوه سرچشمه می‌گیرند. رود دز بخشی از حوضۀ کارون بزرگ به شمار می‌رود.

## جغرافیا
رود دز از ترکیب چند رودخانه که در ذیل به آن‌ها اشاره می‌شود به وجود می‌آید:
1. رود بختیاری (سرچشمه: قالیکوه)
2. رود سزار (سرچشمه: اشترانکوه و قالیکوه و درصد خیلی کم از کوهای گرین)

## نام
- در لغت‌نامۀ دهخدا واژه دز بدین معنی آمده‌است:

دز: [دِ] (اِ) دژ. قلعه و حصار. (برهان). قلعه و حصار به‌طور عمومی و قلعه بالای کوه به‌خصوص. (آنندراج). قلعه. (جهانگیری) (از مهذب الاسماء). حصار. (شرفنامه منیری). حصن. (از مهذب الاسماء)
این رودخانه در گذر زمان نام‌های مختلفی به خود دیده‌است. از نام این رود تا قبل از حضور مردمان ایلام اطلاعی در دست نیست، اما ایلامی‌ها که اولین قوم ساکن در این سرزمین بوده‌اند بنا به گفته پروفسور گیرشمن باستان‌شناس فرانسوی به این رودخانه «ایدیده» (idide) می‌گفتند که تا بعد از حمله اسکندر و حضور یونانی‌ها مورخین یونانی از این رود با نام «کوپرات» یا دز(یونانی: Κοπράτης) یاد کرده‌اند.

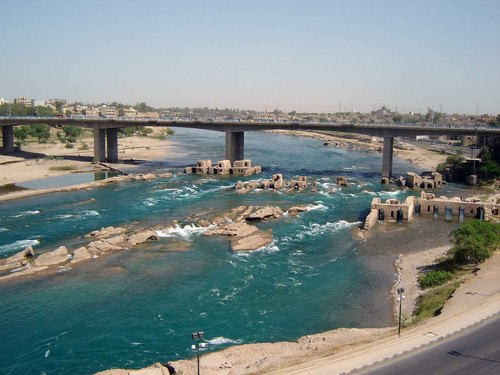
پل جدید دزفول

احمد کسروی در کتاب کاروند (مجموعه گفتارها و نوشتارها به کوشش یحیی ذکاء) در بخش رودهای خوزستان با توجه نوشته‌های مورخین یونانی استرابو و دیودوروس رود دز را همان رود کوپرات در نظر گرفته و با توجه روند مسیر عبور آب که از دره به جلگه می‌آید از آن به نام «رود دز» یاد می‌کند.
سرهنگ کنت لافتوس نخستین باستان‌شناسی که اقدام به تحقیقات علمی در شوش نمود، به نقل از جغرافی دانان دوران باستان رودخانهٔ «کوپراتس» را همین رودخانهٔ دز کنونی می‌داند.
هم چنین باستان‌شناس فرانسوی مادام ژان دیولافوا نام قدیم این رودخانه را «کوپراتس» ذکر کرده‌است.
جغرافی دانان و مورخین مسلمان مانند حمدالله مستوفی، مقدسی و یعقوبی در ادوار مختلف تاریخی از این رودخانه به نام‌های «رود جندی شاپور»، «آب جندی شاپور» ویا «آب دز» یاد کرده‌اند.
هم چنین در کتاب «فن آب و فن آبیاری در ایران باستان» نام قدیمی رود دز «رود گنده شاپور» ذکر شده‌است.
ژنرال سر پرسی سایکس در سفرنامهٔ خود موسوم به «ده هزار میل در ایران»، در جریان مأموریتش به خوزستان ازین رود به نام نهر «آب دیز» نام می‌برد و آن را از شعب مهم کارون نام برده‌است.
هم چنین علی‌اکبر دهخدا، دکتر محمد معین و مرحوم رشیدیان از این رودخانه به نام «آب دیز» به معنی «آب دز» یاد نموده‌اند.
مرحوم رشیدیان در کتاب «جغرافیای خوزستان» می‌نویسد: «آب دیز (آب دز) از بروجرد والیگودرز سرچشمهٔ آن شروع شده و پس از طی خاک لرستان به استان خوزستان وارد و پس از گذشتن از شهرستان اندیمشک ازمرکز دزفول گذشته و به بندقیر (محل تلاقی دز و کارون) رفته و در آن جا با آب‌های شوشتر ممزوج شده و به اهواز می‌رود، خوشمزه و گواراست.»

## سازه‌ها

### سدها

سد دز

بر روی رودخانه دز، سدهای بزرگی ساخته شده یا در دست ساخت است؛ که ازجمله آن می‌توان به برنامه ساخت سد بختیاری در استان لرستان و نیز به سد دز (ششمین سد بزرگ جهان در زمان ساخت) در اندیمشک و چندین سد تنظیمی اشاره کرد. 

### پل‌ها

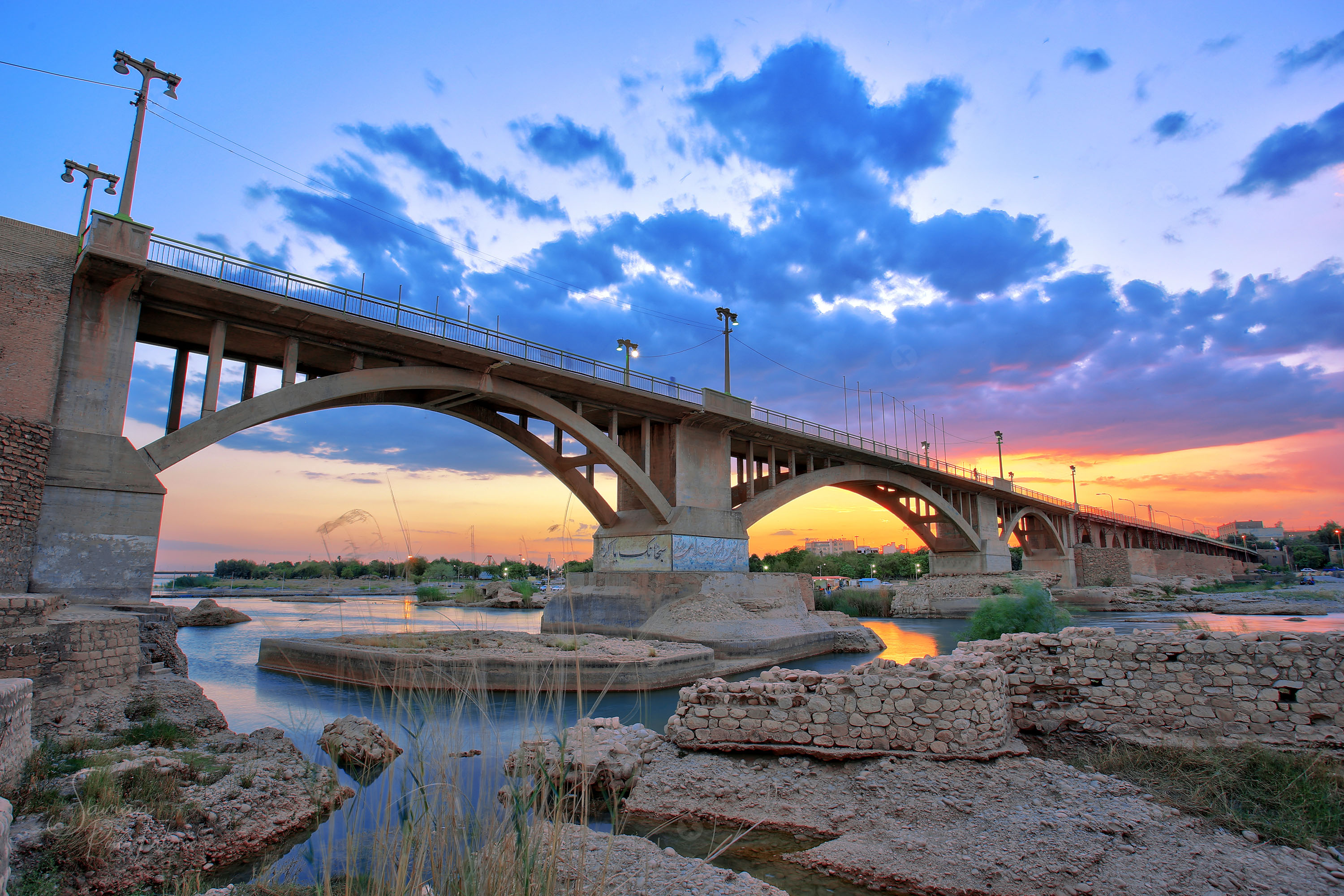
نمای شمال غربی پل ساسانی دزفول در یک غروب ابری

در شهر دزفول بر این رودخانه چندین پل بسته شده‌است. پلی نیز در بخش شعیبیه شوشتر بر روی رود دز ساخته شده‌است.
- پل ساسانی دزفول (پل کهنه یا پل قدیم)
- پل شریعتی دزفول (پل جدید)
- پل مقاومت دزفول (پل سوم یا پل رودبند)
- پل چهارم خرداد دزفول (پل چهارم)
- پل غدیر دزفول (پل پنجم)
- پل حمید آباد دزفول
- پل شعیبیه شوشتر

### پل ساسانی
پل باستانی دزفول با ۱۷ سده قدمت یکی از قدیمی‌ترین پل‌های (بازسازی شده در زمان صفویه و پهلوی) جهان است که در سال ۲۶۳ میلادی به دستور شاپور اول ساسانی روی رودخانه دز ساخته شد.
پل ساسانی مهم‌ترین اثر تاریخی دزفول و به عنوان نماد شهر دزفول که ۲ منطقه شرق و غرب این شهر را به هم وصل می‌سازد، یکی از راه‌های ارتباطی شهر جندی‌شاپور و سرزمین میانرودان بوده که به دستور شاپور اول ساسانی و پس از پیروزی ایران بر والرین و با به‌کارگیری اسرای رومی ساخته شده‌است از این‌رو، به پل رومی نیز مشهور است.
این پل دارای ۱۴ دهانه است، پل قدیم دزفول از سنگ ساروج و آهک ساخته شده و در دوران حکومت عضدالدوله دیلمی، صفویان و پهلوی بازسازی شده‌است اما پایه‌های پل حکایت از دوران ساسانی دارد.

### سایر سازه‌ها
در پشت سد دز در کرانه غربی دریاچه پلاژ و تاسیات تفریحی از زمان پهلوی دوم باقی مانده که همچنان مورد استفاده مردم طبیعت دوست و گردشگران قرار می‌گیرد. همچنین از این نقطه با قایق می‌توان به جزیره‌های کوچک و بزرگ در میان دریاچه رسید
در قسمتی از مسیر رودخانه دز به‌دلیل دره‌ای بودن اشکفتهایی مشرف به رود دز کنده کاری شده که در گویش دزفولی به کَت (Kat) معروف می‌باشند. درگذشته اغلب برای فرار از گرمای طاقت فرسای تابستان مورد استفاده مردم بوده‌اند ولی امروزه محلی برای تفریح مردم می‌باشد.
هم چنین در مسیر رود آسیاب‌های آبی دزفول در چند نقطه وجود دارد که برای آرد کردن گندم در گذشته مورد استفاده بوده‌است. پیشینه تاریخی آسیاب‌های آبی دزفول در ارتباط با پل قدیم (دزفول) بوده که به دوره ساسانیان بازمی‌گردد اما عمده آثار موجود از آسیاب‌ها که در سه بخش از رودخانه موجود است به دوره تاریخی صفویه و قاجاریه بازمی‌گردد. این سازه‌ها از مصالحی چون قلوه سنگ رودخانه ایی، آجر و با ملات ساروج ساخته شده‌اند. شکل معماری آسیاب‌ها برگرفته از سبک معماری بومی شهرستان دزفول بوده و به صورت یک مجموعه به هم پیوسته ساخته شده و به هم مرتبط هستند.
از دیگر کارهای مهندسی شده در مسیر رود دز می‌توان به قمش‌ها در دزفول نام برد که از راهرو و بستر و تونل‌های زیر زمینی برای انتقال آب رودخانه به زمین‌های زراعتی و همچنین شرب مردم در گذشته‌استفاده شده‌است.

## تفرجگاه‌ها
- دریاچه‌ی سددز(شمال شرقی شهرستان اندیمشک)
- اقامت گاه پلاژ در منطقه چهل پا (ویژه کمپ)(شهرستان اندیمشک)
- روستای پامنار(بخش شهیون شهرستان دزفول)
- پارک ساحلی قلعه مختار(شهرستان اندیمشک)
- پارک ساحلی دولت(دزفول)
- پارک ساحلی دووه(دزفول)
- پارک ساحلی علی مالک(دزفول)
- پارک ساحلی ولی عصر(دزفول)
- پارک ساحلی رعنا(دزفول)
- پارک ساحلی برکه(دزفول)
- منطقه تفریحی تال خانی در دزفول
- منطقه چم سبز در شهرستان اندیمشک
- دهکده ساحلی والفجر در شهرستان اندیمشک
- تفریحگاه ساحلی دز (علی کله)(دزفول)

## طرحهای انتقال از حوضه دز
پس از اجرای طرح انتقال آب ازسرشاخه‌های دز در شهرستان الیگودرز در شرق استان لرستان به قم، سرشاخه‌های دز اکنون فراهم‌کننده اصلی آب مصرفی (شرب، صنعتی، کشاورزی) شهرهای خوانسار، گلپایگان، خمین، محلات، نیم ور، سلفچگان و به‌خصوص قم می‌باشد.
به گفته فتاح وزیر وقت نیرو این آب یکی از بهترین آب‌های دنیا است.

### طرحهای انتقال آب از حوضه دز
چندین طرح برای انتقال آب از حوضه دز درحال بهره‌برداری یا درحال ساخت هستند. طرحهای انتقال آب از حوضه دز و دبی سالیانه آنها بنا بر اعلام سازمان آب و برق خوزستان (زیر مجموعه وزارت نیرو) به شرح زیر است. گفتنی است این آمار در معرض تغییرات هستند. از سوی دیگر برخی، آمارهای رسمی انتقال آب از حوضه کارون بزرگ (شامل رود دز) را نادرست و کمتر از انتقال آب واقعی می‌دانند.

طرحهای درحال بهره برداری

- طرح قمرود - از دز به قمرود - ۱۸۱ میلیون متر مکعب (ظرفیت در آینده به ۲۵۰ میلیون متر مکعب افزایش خواهد یافت)، قطر تونل: چهار و شش دهم متر [۲۳]
- تونل چشمه لنگان - از دز به زاینده رود - ۱۲۰ میلیون متر مکعب[۲۴]
- تونل خدنگستان - از دز به زاینده‌رود - ۸۴ میلیون متر مکعب، قطر تونل: سه و دو دهم متر [۲۵][۲۶]

طرحهای درحال ساخت 

- سد و تونل کمال صالح - از دز به اراک - ۶۵ میلیون متر مکعب

### اعتراض‌ها و خسارت‌ها
انتقال آب از شرق استان لرستان و شهرستان الیگودرز به شهرهای خوانسار، گلپایگان، خمین، محلات، نیم ور، سلفچگان و قم باعث پایین رفتن شدید سطح سفره‌های آب زیرزمینی و در نهایت خشک شدن چاه‌های آب این منطقه شده‌است. بیش از ۶۰ حلقه چاه خشک شده و ۱۷۱ حلقه از چاه‌های منطقه نیز در آستانه خشکیدن قرار دارند، اما تاکنون حقابه یی برای این روستاها در نظر گرفته نشده‌است. از سوی دیگر نام‌گذاری این طرح به عنوان مبهم «طرح انتقال آب از سرشاخه‌های دز به قم» و همچنین نام‌گذاری برنامه ساخت و اجرای این طرح با نام برنامه قمرود باعث واکنش‌هایی در میان مردم استان لرستان شد تا جایی که حجت‌الله رحمانی نماینده شهرستان الیگودرز هم نسبت به نام‌گذاری این طرح اعتراض کرد و آن را مجعول خواند.

حسینی نماینده اهواز: معتقدیم اولویت باید شهرهای کناری رودخانه باشند. از این رو با این طرح مخالفیم. ناصری نژاد نماینده شادگان: با این برنامه مخالفیم و معتقدیم به زیان کشور خواهد بود. رئیس مجمع نمایندگان خوزستان: ما نمایندگان بدون پشتیبانی نمی‌توانیم از این طرح ممانعت کنیم، مطبوعات ما را تنها نگذارند. ابراهیمی نماینده شوشتر: نمایندگان خوزستان نگران تبعات برنامه قمرود هستند.
خشک شدن چاه‌ها و چشمه‌های شهرستان الیگودرز علاوه بر خسارات بسیاری که به بخش کشاورزی وارد کرده‌است باعث از بین رفتن مجتمع‌های پرورش ماهی در این شهرستان شده‌است. پرویز فتاح، وزیر نیروی پیشین دولت نهم مدعی شد که وی مدافع حقوق مردم الیگودرز است.

## خشک شدن کامل رود دز
رودخانه دز در خرداد/تیر سال ۱۴۰۱ در محدوده شهرستان شوشتر در نزدیکی روستاهای شعیبیه به‌طور کامل خشک شد. در این مدت هیچ آبی برای برداشت آب آشامیدنی و کشاورزی روستاهای شعیبیه شوشتر وجود نداشت. خشک شدن رودخانه دز برای اولین بار در سال ۱۴۰۱ رخ داده است.
بنا به گزارش خبرگزاری دولتی ایرنا، سازمان آب و برق خوزستان درباره علت خشک شدن این رودخانه توضیحی نداده است، اما حجت‌الله دهدشتی، فرماندار شوشتر، می‌گوید در پیغامی برای مدیرعامل سازمان آب و برق خوزستان از او درخواست کرده است این موضوع را بررسی و نتیجه را اعلام کند. او همچنین وعده داد این مسئله در نشستی در سطح استانداری خوزستان بررسی ‌شود. اما در پی این اعلام هیچ اطلاع رسانی انجام نشد. 